# Yves Hélory de Kermartin
Pour les articles homonymes, voir Saint Yves.
Ne doit pas être confondu avec Yves Saint-Martin.
Yves Hélory de Kermartin, ou Yves de Tréguier, ou Erwan Helouri en breton, ou saint Yves dans la tradition catholique, est un prêtre et official du diocèse de Tréguier, né probablement vers 1253 au manoir de Kermartin à Minihy, dans le Duché de Bretagne, et mort le 19 mai 1303 au même endroit.
Considéré par l'Église catholique comme un saint majeur pour avoir consacré sa vie à la justice et aux pauvres, il est canonisé le 19 mai 1347 par le pape Clément VI. Saint Yves est le saint patron de toutes les professions de justice et de droit, notamment celle d’avocat. Il est également saint patron de la Bretagne et fait l'objet d'un grand pardon à l'occasion de la fête de la Saint-Yves tous les ans à Tréguier. On le fête le 19 mai.

## Nom
En breton, saint Yves est appelé sant Erwan. Si Erwan est une des variantes les plus communes pour le désigner, elle est originaire du Trégor. On retrouve aussi Iwan, Youenn ou Eozen dans d'autres régions de Bretagne. Ces variantes proviennent de ses deux prototypes : Yves, emprunt au français, et Eudon, prénom vieux breton, qui étaient vraisemblablement considérés comme synonymes du temps de saint Yves.

## Biographie

### Sources
La source principale de référence utilisée pour connaître la vie de Yves Hélory de Kermartin est la procédure entamée en 1330 pour aboutir à sa canonisation. L'enquête de canonisation s'ouvre le 26 février 1330 et aboutit positivement le 19 mai 1347. Elle fournit dans la première partie un certain nombre de témoignages sur ce que fut sa vie, la manière dont les gens le percevaient et, dans la seconde partie, les miracles qui lui sont attribués. Le rouleau de cette enquête est présenté au pape Jean XXII le 4 juin 1331. Une copie, conservée dans un manuscrit déposé à la Bibliothèque municipale de Saint-Brieuc, a permis la première publication du texte en latin en 1887, puis en français au XXe siècle.
Après sa canonisation, on trouve peu d'écrits au bas Moyen Âge sur sa vie. Utilisant sans doute comme source principale l'enquête de canonisation, la première vie serait composée au XIVe siècle par Maurice Godefroy, un dominicain de Morlaix, qui y ajoute des éléments issus de la tradition orale,. Ce manuscrit est repris ensuite par Papebroch dans les Acta Sanctorum des bollandistes. Entre-temps, il est aussi fait mention de la vie de saint Yves au quatrième livre des Grandes croniques de Bretaigne d'Alain Bouchart,. Bouchart reprend des éléments du procès en canonisation, mais ajoute également des éléments inédits, de sources inconnues. À partir de la Renaissance plusieurs récits de sa vie sont écrits en français, en latin, en breton et en italien.
Enfin, il existe également un document en latin écrit de la main d'Yves Hélory de Kermartin : son testament, qui est le seul de ses écrits transmis jusqu'à nos jours.

### Enfance et jeunesse

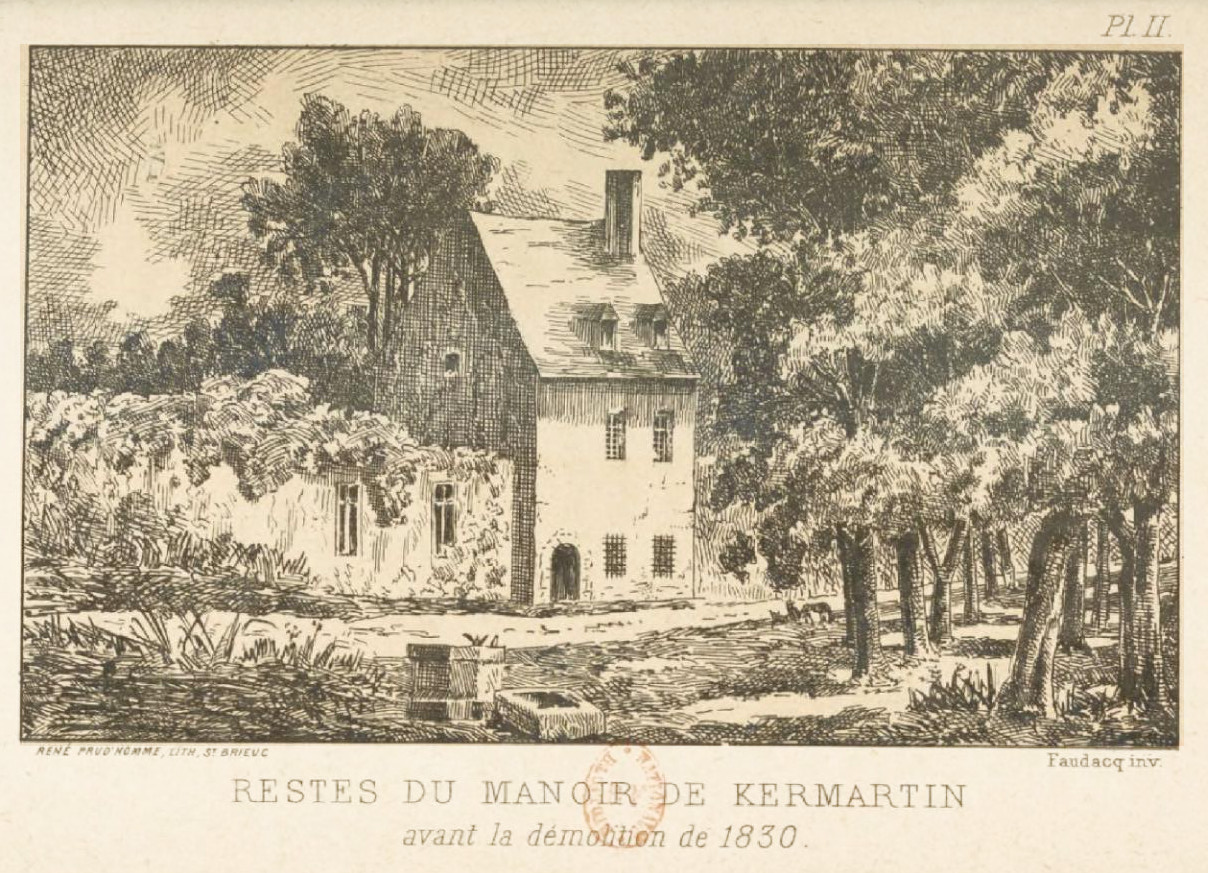
Lieu supposé de la naissance de Saint Yves, avant sa destruction au XIXe siècle.

La date de naissance de Yves Hélory de Kermartin est inconnue. Selon toute vraisemblance elle se situerait au milieu du XIIIe siècle, la tradition retenant généralement 1253, mais d'autres années sont parfois proposées. Dans son livre Saint Yves de Tréguier : un saint du XIIIe siècle, Jean-Christophe Cassard défend une naissance en 1248, ce qui permettrait selon lui une chronologie cohérente jusqu'en 1280.
Yves Hélory de Kermartin naît dans une famille noble au manoir de Kermartin sur la paroisse de Minihy. Son grand-père, Ganaret de Kermartin, est chevalier. Son père, Hélory, est damoiseau, et sa mère, Azo, est aussi certainement noble. Sa mère prétend qu'un songe lui aurait révélé que son fils serait un saint. Il a un frère et deux sœurs dont on ne sait pas grand chose.
Il grandit dans le Trégor et part dans les années 1260 accompagné de son précepteur, Jean de Kerhos, clerc de la paroisse de Pleubian, à Paris pour suivre des études à la Sorbonne. Il étudie six ans à la faculté des arts avant de passer son examen final rue du Fouarre à 20 ans. Il poursuit ensuite ses études rue du Clos-Bruneau à la faculté de décret où il apprend le droit canon. Il partirait ensuite en 1272 poursuivre ses études de droit romain à l'université d'Orléans. Il retourne probablement trois années à Paris, entre 1274 et 1277, pour y étudier la théologie. Déjà, il se fait remarquer par sa vie de privation en faveur des pauvres.

### Retour et vie en Bretagne

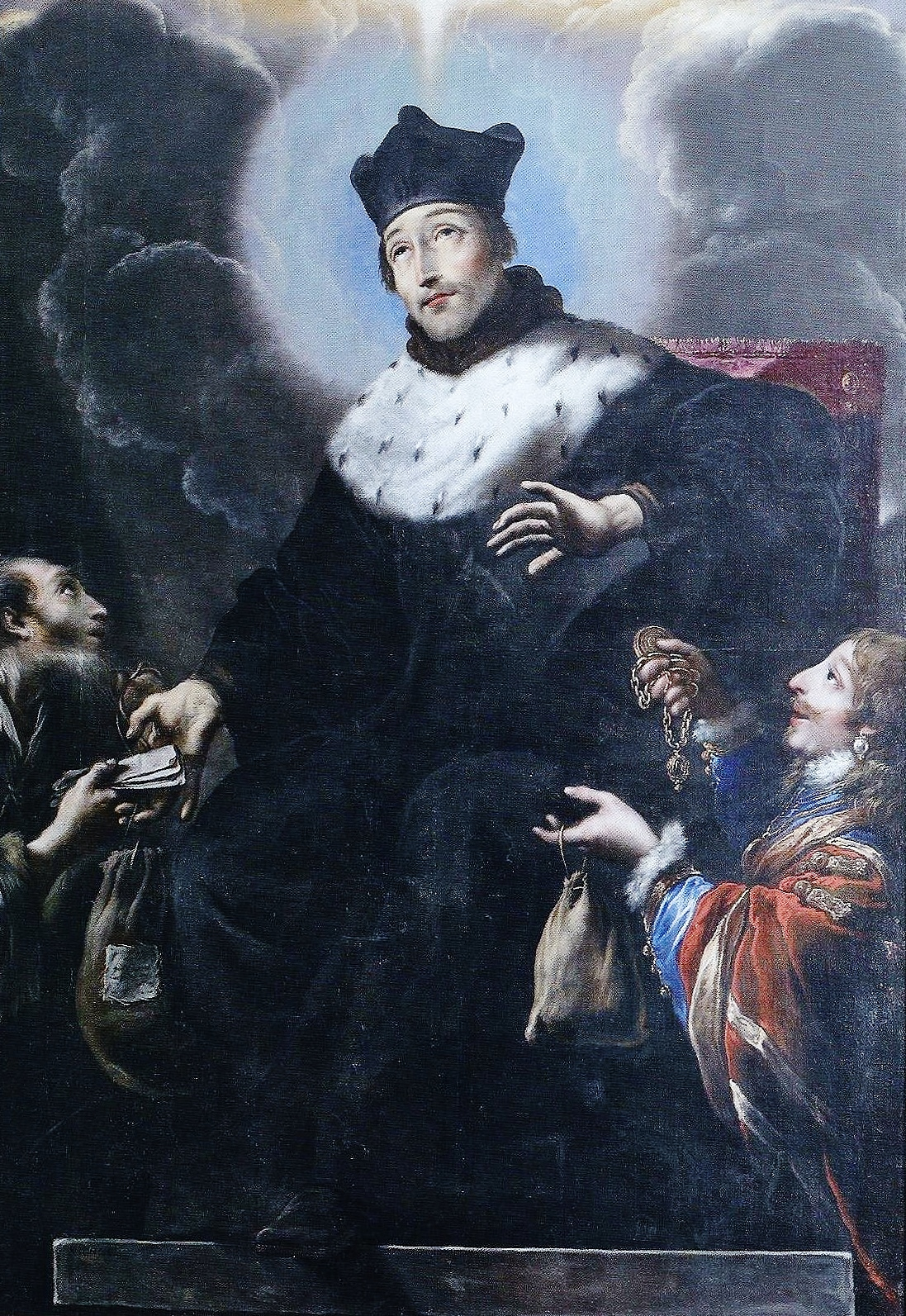
Claude Vignon : Saint Yves (huile sur toile, 1635, évêché de saint-Brieuc).

Ses études achevées trois ans plus tard, il revient en 1280 en Bretagne à Rennes, où il est nommé official de l'archidiacre. C'est à Rennes qu'il assiste, en 1281, à une lecture des Sentences chez les Frères mineurs qui le marque et qui l'amène plus tard à prendre la décision de prêcher et de ne s'habiller plus que très modestement.
L'évêque de Tréguier, Alain de Bruc, remarque ses talents et le presse de revenir à Tréguier. Avec le décès de ses parents, il hérite de la part du patrimoine familial qui lui est due. En plus d'inviter volontiers les miséreux à sa table, il recueille également deux orphelins, Derrien Guiomar, dominicain, et Olivier Floc'h.
En 1284, Alain de Bruc le nomme official et l'ordonne prêtre. Il le nomme ensuite recteur de la paroisse de Trédrez. Puis en 1292, le nouvel évêque l'envoie dans la paroisse de Louannec, proches des terres de son enfance. En 1293, il fait construire un refuge pour les indigents, Crech-Martin[source insuffisante].
À cette époque, Yves prêche énormément et est reconnu pour ses talents d'orateur ainsi que pour sa capacité à captiver son auditoire. Il se déplace beaucoup à pied dans la région de Tréguier, où il est vu plusieurs fois dans la même journée à des lieux différents et de bonne distance, notamment le dimanche où il prêche dans plusieurs églises du diocèse de Tréguier et de Saint-Brieuc.

### Vie d'ascèse
Dans l'enquête de canonisation, plusieurs témoins décrivent la vie de Yves comme une vie d'ascèse. Au moins lors des dix dernières années de sa vie, il ne porte que des vêtements modestes, composés essentiellement d'une bure blanche. Il porte aussi un cilice de crin sous ses vêtements et est couvert de poux de corps, dont il n'essaie pas de se débarrasser. Devenu végétarien dans sa jeunesse, au cours des dernières années de sa vie il ne mange plus que très peu, se nourrissant exclusivement de pain, de légumes et de légumineuses, et ne buvant que de l'eau. Selon quelques témoins, il jeûne trois jours par semaine au pain et à l'eau, mais s'autorise à manger deux œufs le jour de Pâques. Il partage ses biens avec les plus démunis et accueille tous les jours des pauvres à manger chez lui. Il refuse toujours de dormir dans un lit, préférant dormir à même le sol.

### Témoignages et légendes

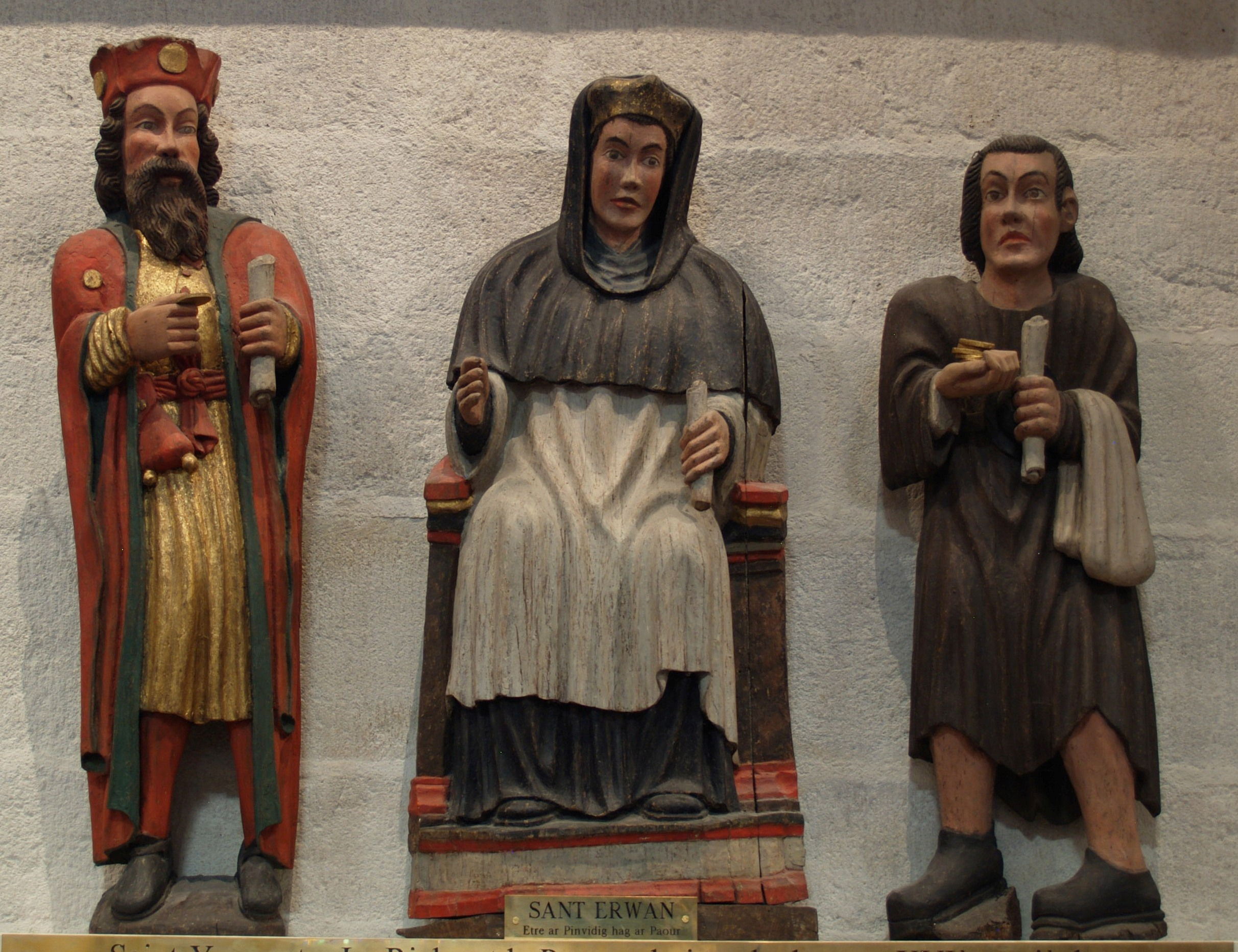
Saint Yves entre le riche et le pauvre (bois polychrome du XVI, cathédrale Saint-Corentin de Quimper)

Dans l'enquête de canonisation, où son attachement aux pauvres et au soulagement de leur misère est considéré de « notoriété publique », un certain nombre de faits sont rapportés sur la manière dont Yves Hélori pouvait se comporter et rendre justice.
Il y est fait mention à plusieurs reprises de moments où Yves cède ses vêtements à des pauvres qu'il rencontre. Un de ces événement pourrait se situer en 1291 et correspondre alors à sa conversion dix ans après avoir entendu la lecture des Sentences de Pierre Lombard chez les franciscains. À l'Hôtel-Dieu de Tréguier il se serait défait de plusieurs de ses habits précieux, qu'il aurait ensuite partagés entre plusieurs pauvres, avant de repartir en courant vers Minihy où se trouve son manoir,. Un autre témoin fait état d'un fait similaire où Yves cède un de ses habits à un pauvre rencontré dans la rue, dans une maison proche, avant de se hâter vers sa demeure.
Des légendes, qui sont confondues avec des éléments historiques de la vie de Yves, existent aussi. Alain Bouchart en propose deux se déroulant à Tours et qui semblent procéder de son imagination ou d'une source inconnue. Une des légendes qui est fréquemment attribuée à Yves, bien qu'absente du procès en canonisation, a acquis une certaine postérité. Elle est similaire à l'épisode de Seigny Joan et du rôtisseur dans Le Tiers Livre écrit par Rabelais. Appelé à traiter une affaire opposant un aubergiste à un mendiant qui se nourrirait des odeurs de la cuisine du premier, Yves prend quelques pièces dans sa bourse et les jette sur la table devant lui. L'aubergiste tend la main pour les prendre mais saint Yves retient sa main et lui dit que « le son paye l'odeur, à cet homme l'odeur de ta cuisine, à toi le son de ces pièces ». Cette légende sert alors à illustrer la façon dont saint Yves pouvait être reconnu par les démunis comme l'avocat qui fait justice sans tenir compte de la condition sociale.

### Mort
Yves Hélory abandonne sa charge au diocèse en 1298 pour se consacrer entièrement à la contemplation. Il meurt le 19 mai 1303, le jour de l'ascension, dans son manoir de Kermartin. Son corps est transporté sur un brancard à la cathédrale Saint-Tugdual de Tréguier, où de nombreuses personnes se déplacent pour s'approcher de sa dépouille et pouvoir la toucher,.

## Canonisation
Les premières démarches afin d’obtenir la reconnaissance officielle auprès de la papauté sont initiées par le duc de
Bretagne Jean III. Ce dernier envoie en décembre 1329 son frère Guy de Bretagne, comte de Penthièvre, accompagner l'évêque de Tréguier Yves de Boisboissel afin de supplier le pape Jean XXII de procéder à sa canonisation. Le pape Jean XXII donne une bulle en date du 26 février 1330, décrétant l'ouverture d'une enquête sur la vie et les miracles d'Yves Hélory, et nomme à cet effet trois commissaires apostoliques chargés de se rendre sur place pour entendre les témoins. Leur audition de 300 témoins débute le 23 juin 1330 à Tréguier et s’achève le 4 août suivant. Le 4 juin 1331, les procès-verbaux des enquêtes sont présentés en plein consistoire au pape qui nomme, séance tenante, trois cardinaux chargés d’examiner la cause et de préparer la tenue d’un consistoire au terme duquel il donnera sa décision finale. Par acte du 19 mai 1347, le pape Clément VI, canonise officiellement Yves Hélory en l’inscrivant au catalogue des saints et en fixant au 19 mai le jour de
la célébration de saint Yves.

## Culte et iconographie

### Culte

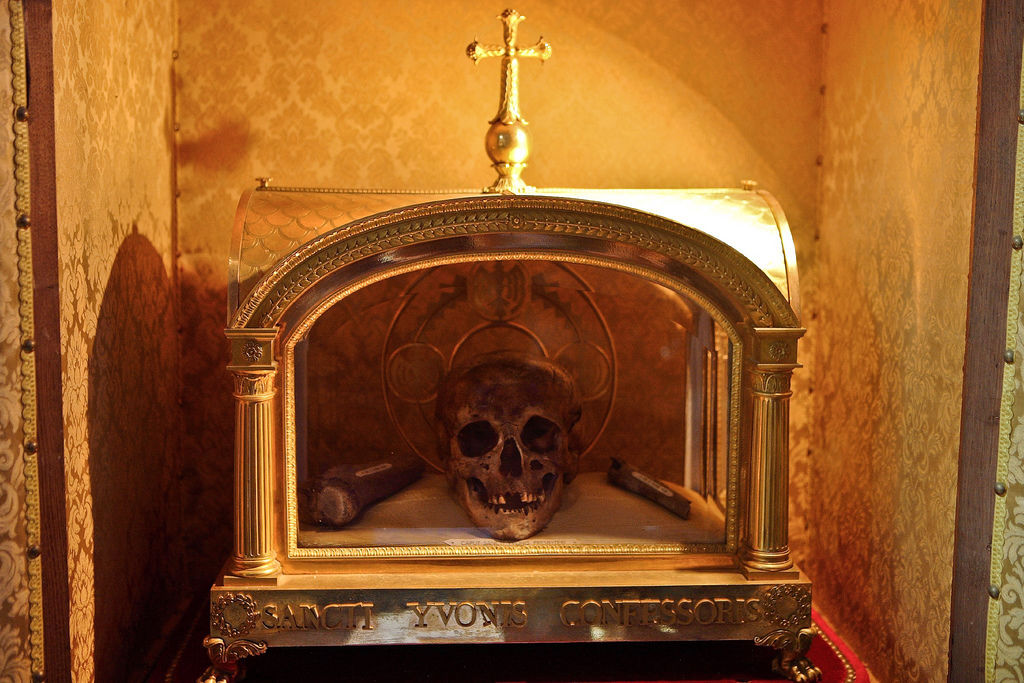
Le chef de saint Yves dans sa châsse

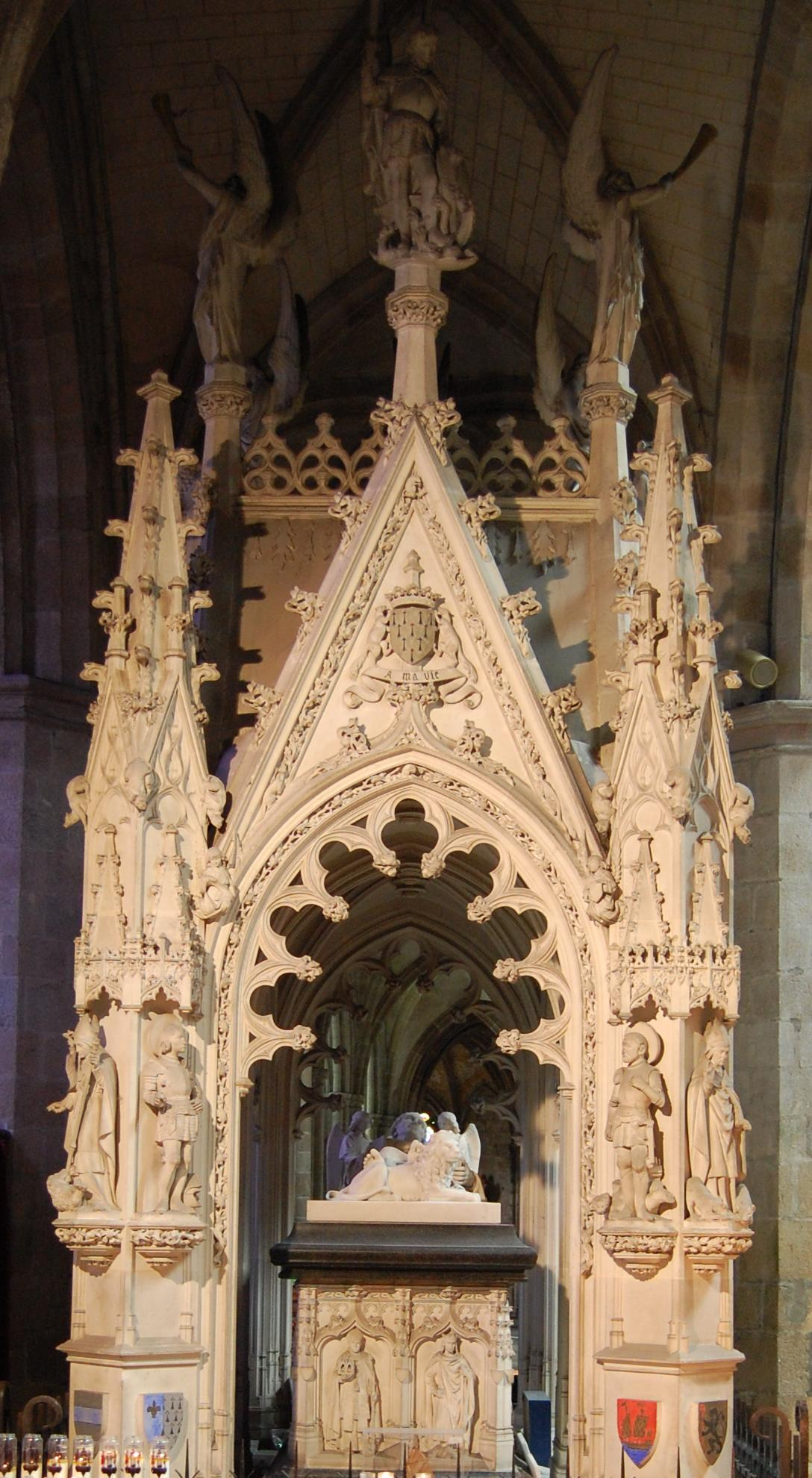
Mausolée dans la cathédrale Saint-Tugdual de Tréguier

Le 29 mai 1347, à la levée du corps du saint, sa tête est placée dans un reliquaire et le reste des reliques mis dans un sépulcre que Jean V de Bretagne fait surmonter d'un monument, dans la cathédrale Saint-Tugdual de Tréguier, où le corps d'Yves avait été apporté juste après sa mort.
Son culte est resté particulièrement vivace en Bretagne où les chapelles qui lui sont dédiées ainsi que les statues le représentant sont très fréquentes. Les récits hagiographiques également comme, à titre d'exemple, celui-ci :
Quand les Bretons voyaient passer dans la campagne

Saint Yves revêtu de son grand manteau blanc

Ils se disaient que Dieu l'avait mis en Bretagne

Pour défendre des grands les faibles, les petits.

À son nom s'éveillaient, sur leurs couches funèbres

Des enfants dont les mères avaient fermé les yeux

Les marins l'invoquaient au milieu des ténèbres,

Et leurs barques passaient les brisants périlleux
— Joseph Rousse, pour l'inauguration du nouveau tombeau de saint Yves dans la cathédrale de Tréguier.
Dans un vieux cantique populaire, on le fêtait en chantant Sanctus Yvo erat brito; advocatus sed non latro, res mirabilis (miranda) populo en français : « Saint Yves était breton, avocat mais pas voleur, chose admirable pour le peuple ! ».
Ernest Renan a décrit la dévotion dont saint Yves était l'objet dans sa jeunesse :

« Le mois de mai, où tombait la fête de ce saint excellent, n'était qu'une suite de processions au minihi ; les paroisses, précédées de leurs croix processionnelles, se rencontraient sur les chemins ; on faisait alors s'embrasser les croix en signe d'alliance. La veille de la fête, le peuple se réunissait le soir dans l'église, et à minuit, le saint étendit le bras pour bénir l'assistance prosternée. Mais, s'il y avait dans la foule un seul incrédule qui levât les yeux pour voir si le miracle était bien réel, le saint, justement blessé de ce soupçon, ne bougeait pas, et, par la faute du mécréant, personne n'était béni. »

Saint Yves est le saint patron de toutes les professions de justice et de droit, notamment celle des avocats. Chaque 19 mai, à Tréguier, lors de la fête de la Saint-Yves, une délégation de ces professions accompagne le pardon à saint Yves qui est une des grandes fêtes religieuses bretonnes, au même titre que le pardon de Sainte-Anne-d'Auray.
La veille du Pardon, depuis 1993, le Barreau de Saint-Brieuc organise à Tréguier un Colloque, occasion de rencontre et de réflexion entre juristes sur un sujet d'actualité.
De même, de nombreuses associations de juristes et des facultés de droit ont pour saint patron Yves. Par exemple Saint Yves Society, ONG basée à Jérusalem, la conférence Saint-Yves, ou encore l'association Saint Yves Lyonnais.
Par la communion des saints, la tradition religieuse permet aux catholiques de solliciter l'intercession de saint Yves afin d'obtenir bonne fin des procédures pour lesquelles ils sont en demande ou en défense sous forme de neuvaine ou de prière quotidienne.

### Églises dédiées à saint Yves

#### Églises de Rome

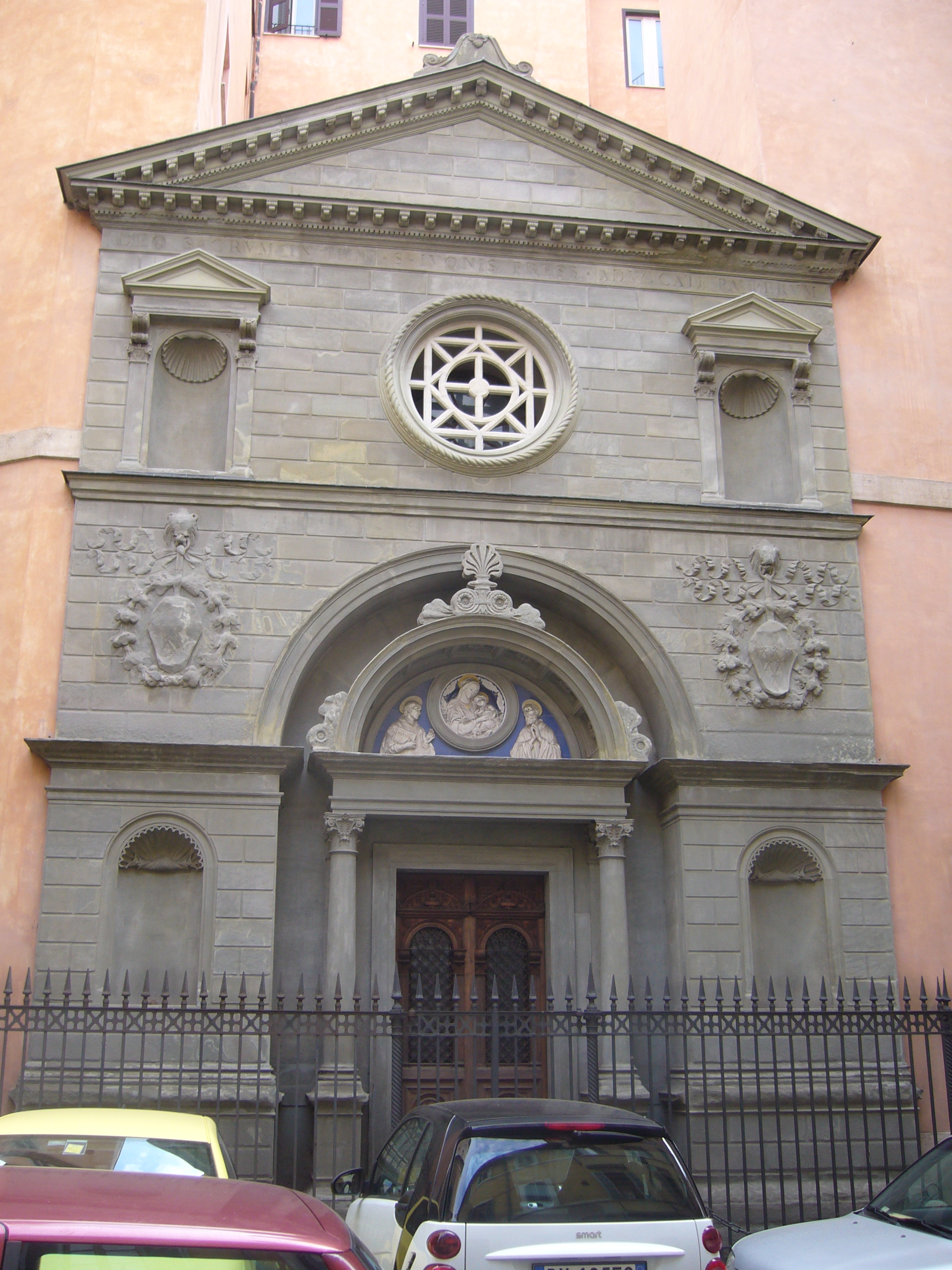
Saint-Yves-des-Bretons, église nationale des Bretons à Rome

Dès la première moitié du XVe siècle, Alain de Coetivy obtient du pape Nicolas V la concession d'une église à Rome, bâtie probablement au XIIe siècle et placée alors sous le patronage de saint André. Par bulle du 16 septembre 1455, Calixte III, successeur de Nicolas V, ratifie cette décision. Cette vieille église est détruite en 1875 pour cause de vétusté et reconstruite dans le même temps plus petite dans un style néo-renaissance florentine.
Un tympan en terre cuite vernissée surmonte la porte d'entrée principale et représente au centre une Vierge à l'Enfant, à sa droite saint Yves et à sa gauche saint Bernard. L'ancienne église conservait de nombreuses pierres tombales de bretons décédés à Rome et enterrés dans l'église. Elles ornent aujourd'hui le cloître de Saint-Louis-des-Français à Rome. La façade a été restaurée pour l'année 2003, année du septième centenaire de la mort du saint. Cette petite église dite « Saint-Yves-des-Bretons » (Sant'Ivo dei Bretoni), située au no 8 Vicolo della Campana se visite sur demande auprès du recteur de Saint-Louis-des-Français. Le 19 mai, chaque année, une messe en français y est célébrée en l'honneur de saint Yves.
La seconde église dédiée au saint à Rome s'appelle Sant'Ivo alla Sapienza. Église originale en particulier par la tour qui la surmonte représentant la tour de Babel. Elle fut construite entre 1642 et 1660 par Borromini dans l'enceinte du Palazzo della Sapienza abritant alors le Studio Romano qui devint ensuite l'université de Rome (jusqu'en 1935). À l'intérieur de l'église se trouve un retable représentant saint Yves commencé par Pierre de Cortone (1596-1669) et achevé par un ou plusieurs de ses élèves.

#### Églises en France
En France, la Confrérie Saint-Yves est fondée à Paris et décide d'élever une chapelle en l'honneur du saint. Un projet approuvé par Foulques de Chanac, évêque de Paris de 1342 à 1349, par lettres du lundi après l'Assomption de 1348. L'ancienne chapelle Saint-Yves de Paris a été détruite en 1796.
D'autres églises et chapelles sont dédiées à saint Yves :

### Iconographie
On le représente généralement avec une bourse dans une main, pour signifier tout l'argent qu'il a donné aux pauvres dans sa vie, et un parchemin dans l'autre, qui rappelle sa charge de juge ecclésiastique. Il est également souvent figuré entre un homme riche et un homme pauvre.

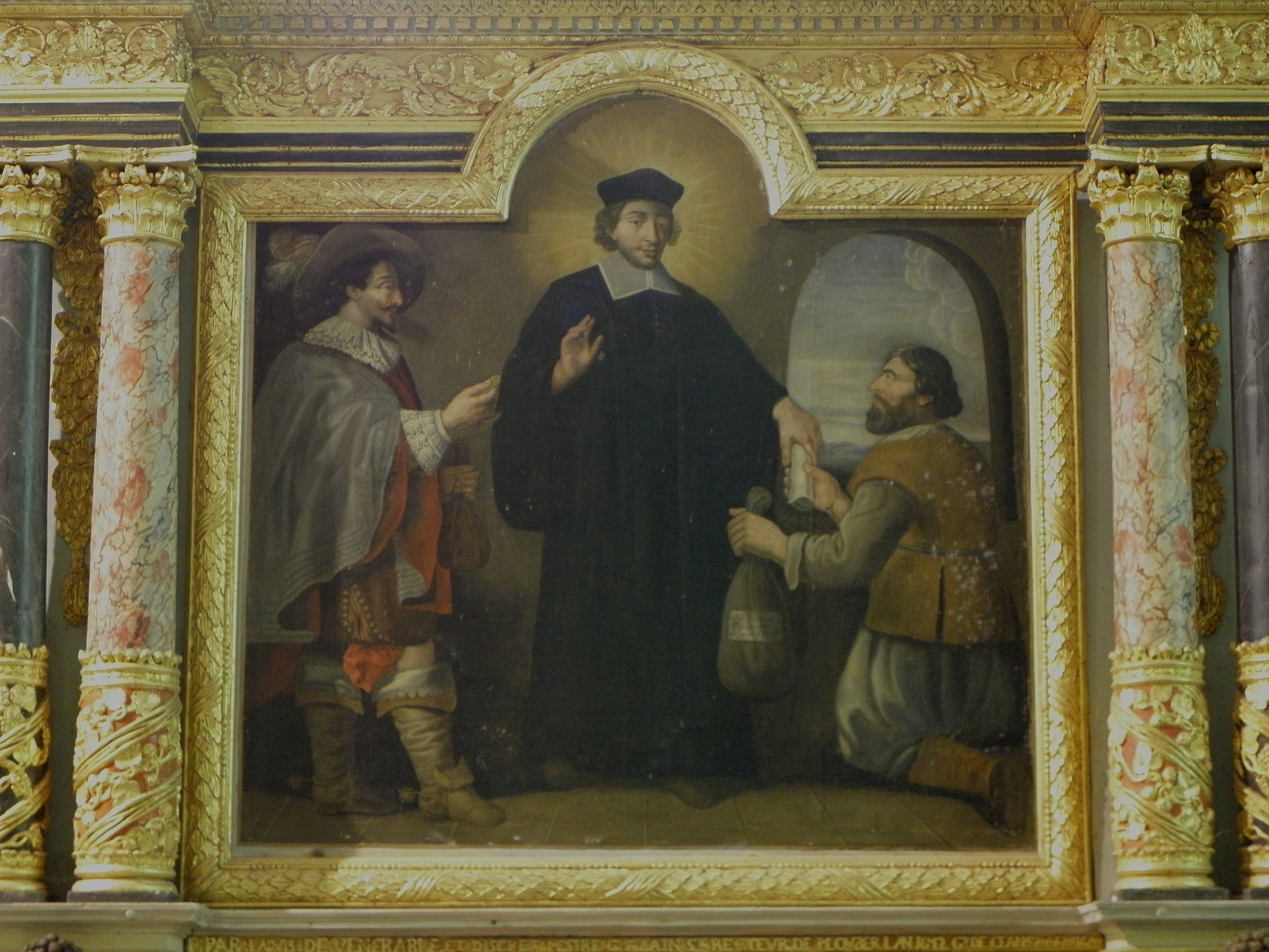
Ploubezre : Chapelle Notre-Dame-de-Kerfons : Saint Yves entre le riche et le pauvre.
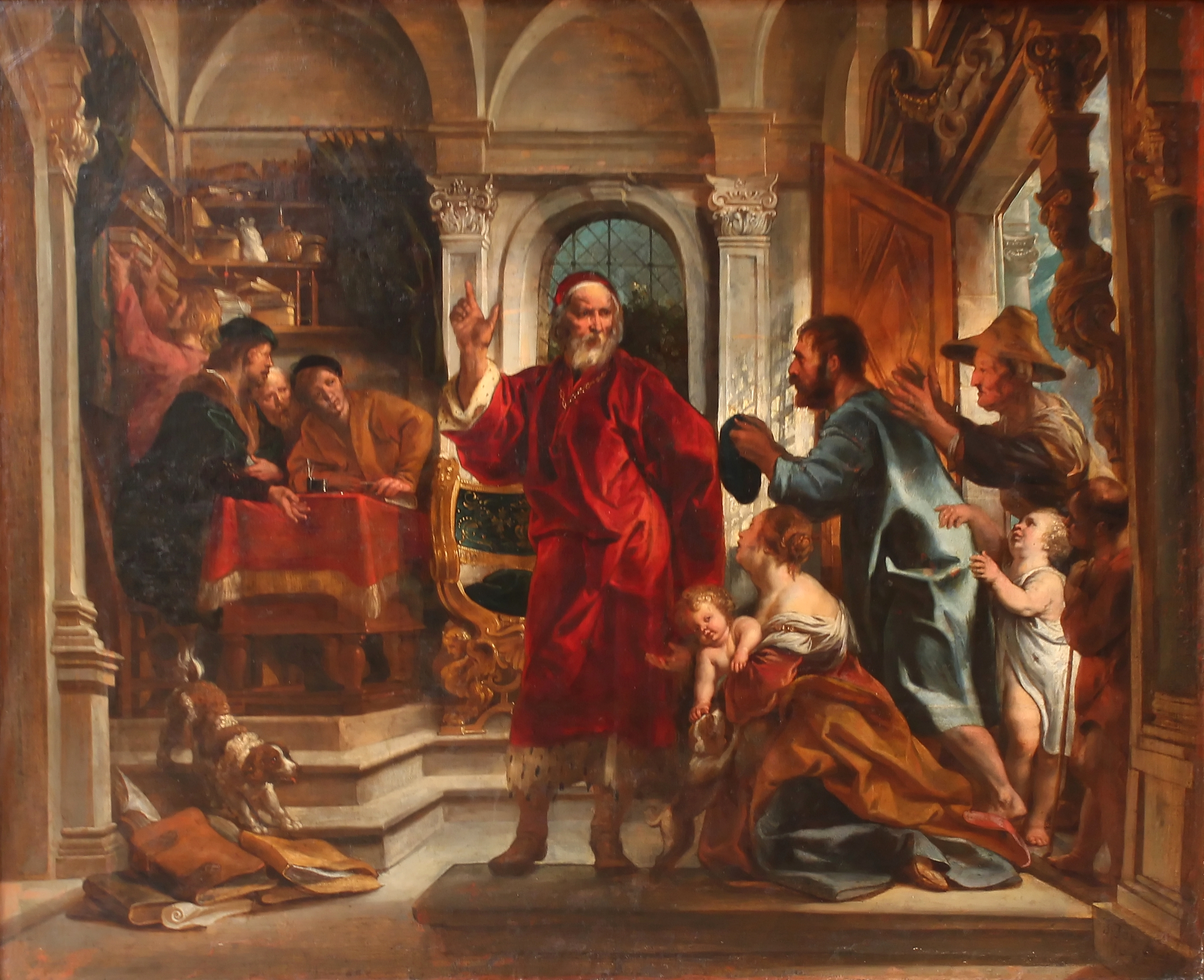
Jacob Jordaens : Saint Yves, patron des avocats (1645, musées royaux des Beaux-Arts de Belgique)
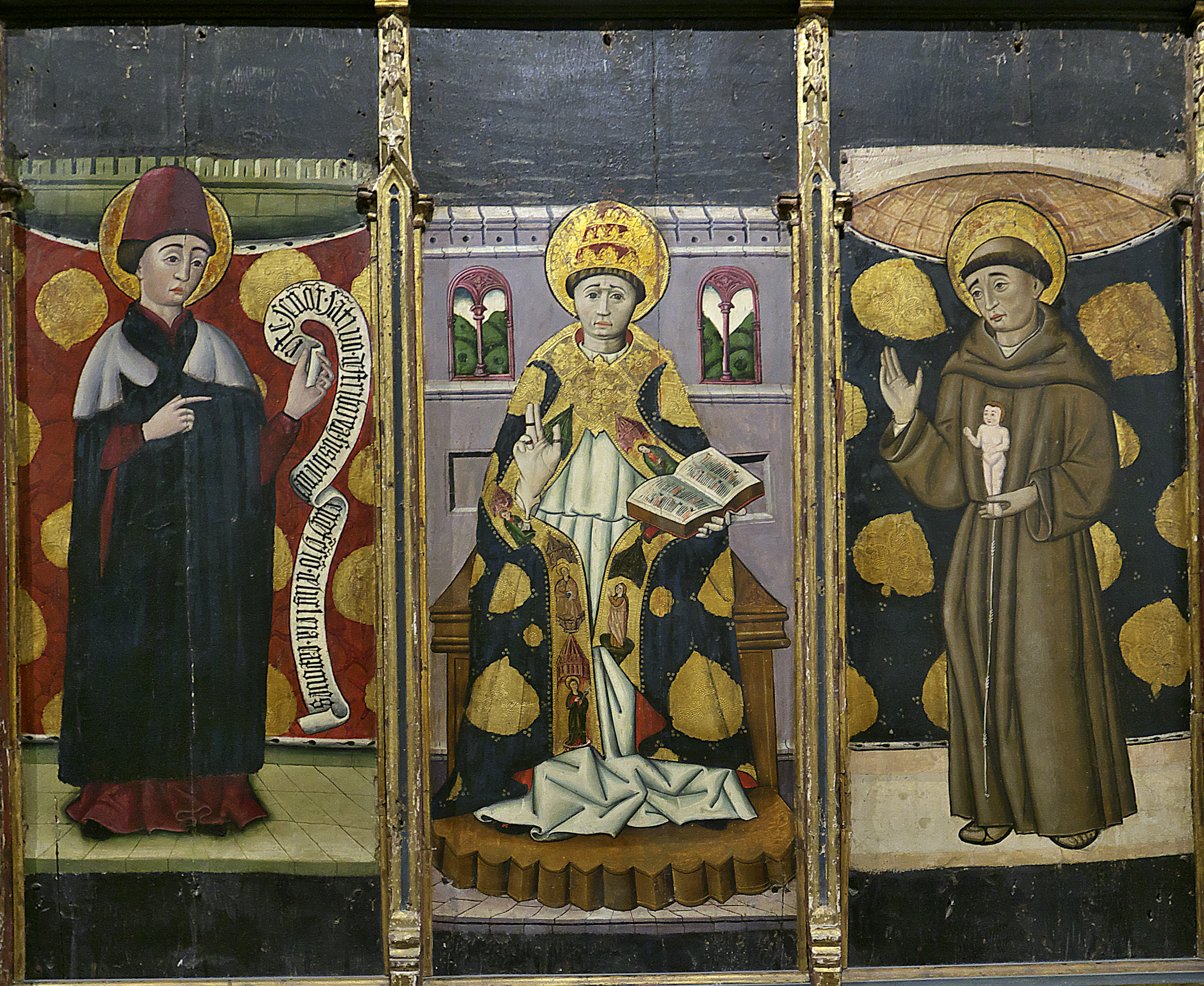
Triptyque de saint Yves (église Saint-Clément et Saint-Antoine de Padoue, XIVe ou XVe siècle)
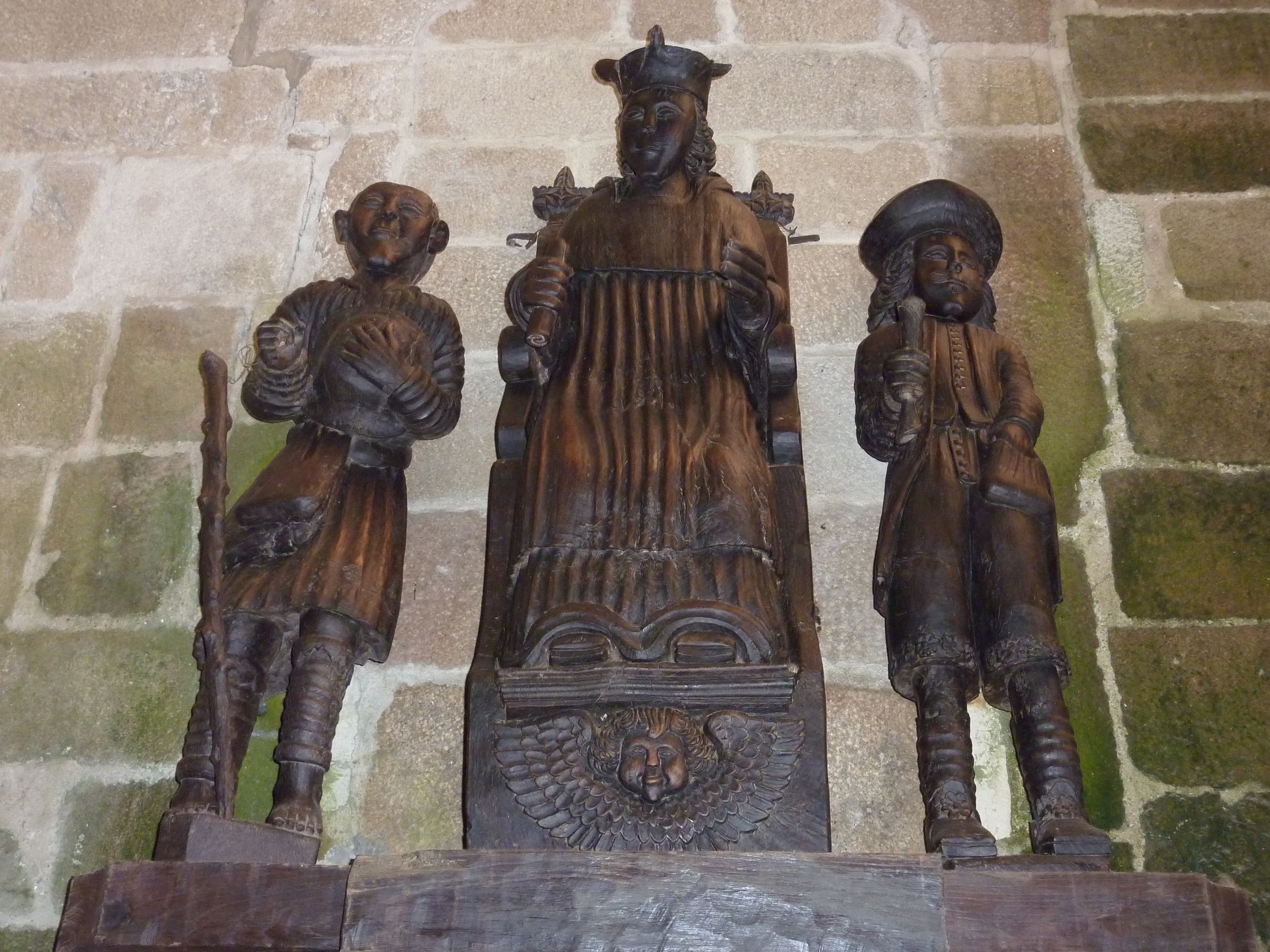
Cathédrale Saint-Tugdual de Tréguier :Saint Yves entre le riche et le pauvre (bois, XVIIe siècle).
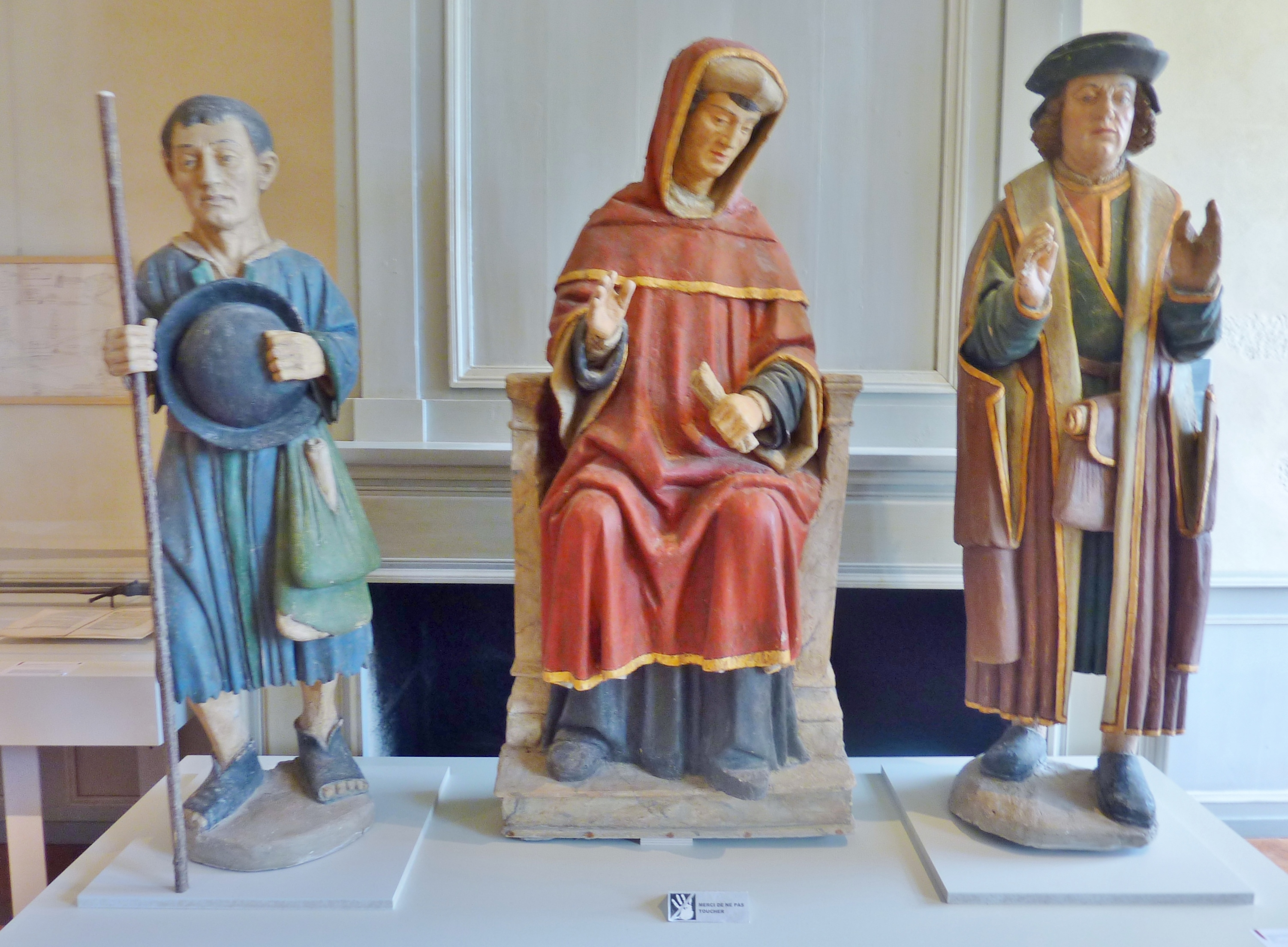
Plounéventer : chapelle Saint-Mélar de Locmélar, saint Yves entre le riche et le pauvre (exposition au château de Kerjean en 2013).

## Postérité

### Saint-Yves-de-Vérité
Saint-Yves-de-Vérité était, à l'origine, l'une des appellations officielles données à saint Yves, mais qui, au cours des siècles, a plus particulièrement été attribuée à des statues de ce saint qui étaient invoquées, selon des pratiques superstitieuses, en Bretagne afin de faire mourir d'autres personnes dans l'année.

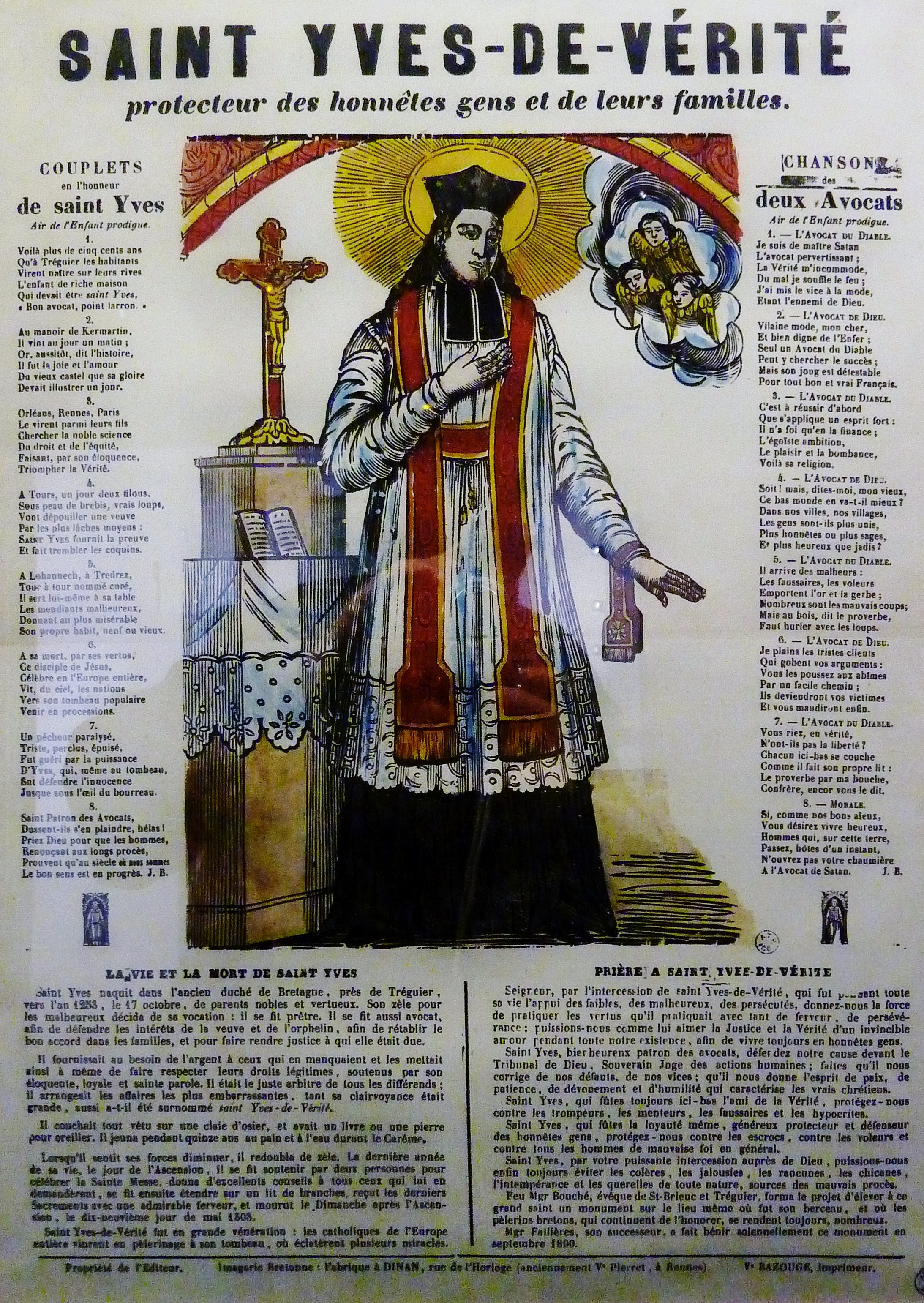
Image de dévotion à Saint-Yves-de-Vérité (Imagerie bretonne, imprimeur, Dinan, vers 1890).
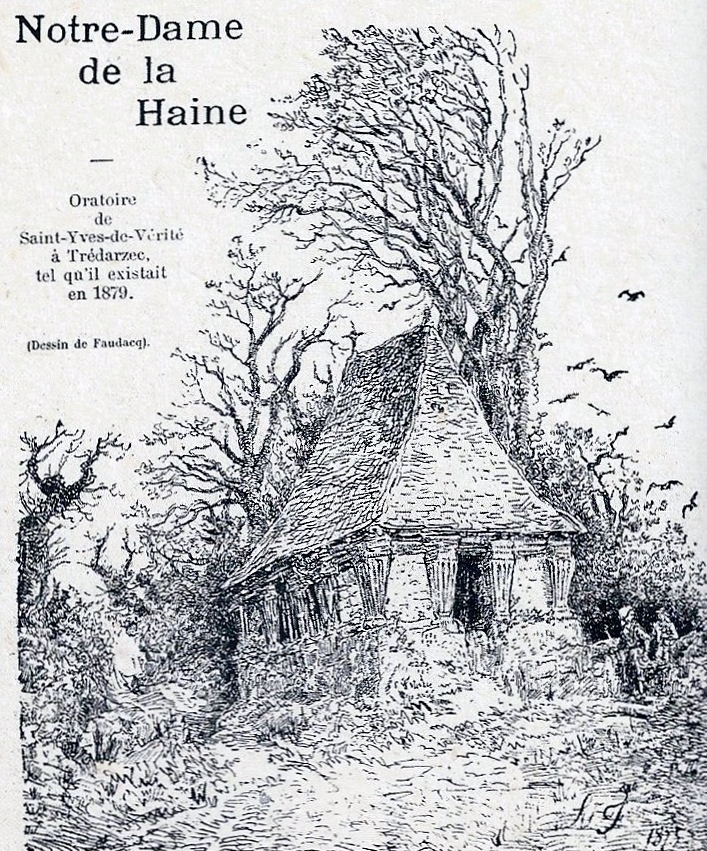
L'oratoire de Saint-Yves-de-Vérité à Trédarzec en 1879 (dessin de Louis-Marie Faudacq publié en 1909 dans "Le Fureteur breton").

### Fête de la Bretagne le jour de la Saint-Yves
À la fin du XXe siècle, le mouvement culturel breton lance l'idée d'une fête annuelle des Bretons (à l'instar de la Saint-Patrick pour les Irlandais) et retient le jour de la Saint-Yves comme date fédératrice. Désormais le 19 mai est l'occasion d'un grand pardon à Tréguier, mais aussi dans toute la Bretagne et partout où des Bretons sont installés, sous le nom de Gouel Erwan (litt.: « fête de Yves »). Le pardon est souvent encadré de festivités profanes qui peuvent durer plus d'une journée. En 2011, la Région Bretagne les reprend officiellement sous le nom de « Fête de la Bretagne ».